# Dalstein-Menskirch
Dalstein-Menskirch est une ancienne commune de la Moselle ayant existé de 1811 à 1921. 
Elle a été créée en 1811 par la fusion des communes de Dalstein et de Menskirch. En 1921 elle a été supprimée et les communes constituantes ont été rétablies.